# Eupithecia propagata
Eupithecia propagata är en fjärilsart som beskrevs av Louis Beethoven Prout 1926. Eupithecia propagata ingår i släktet Eupithecia och familjen mätare. Inga underarter finns listade i Catalogue of Life.